# Wiener Schule des Phantastischen Realismus

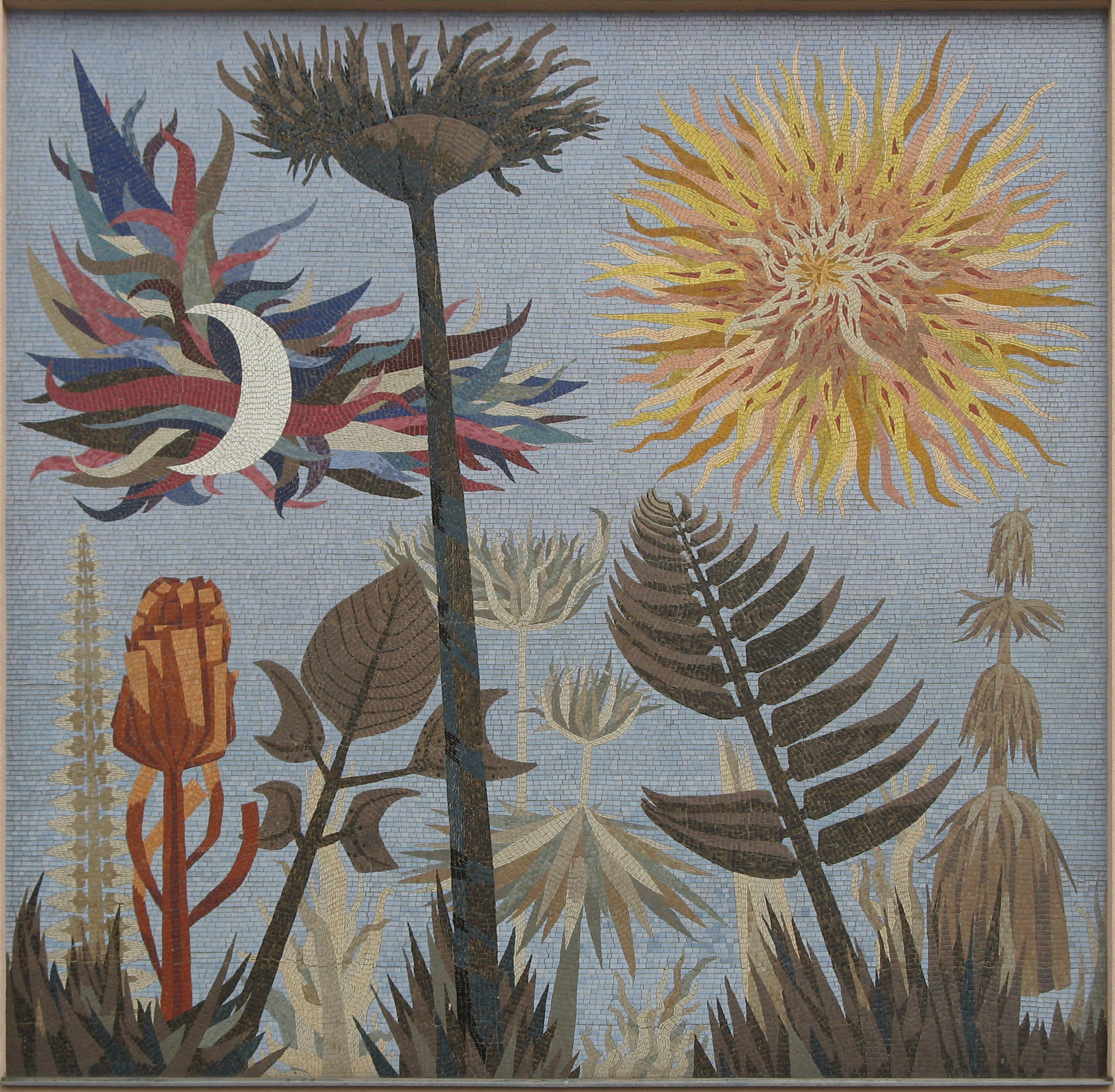
Mosaik
Pflanzen und Gestirne
(1958)
von Wolfgang Hutter

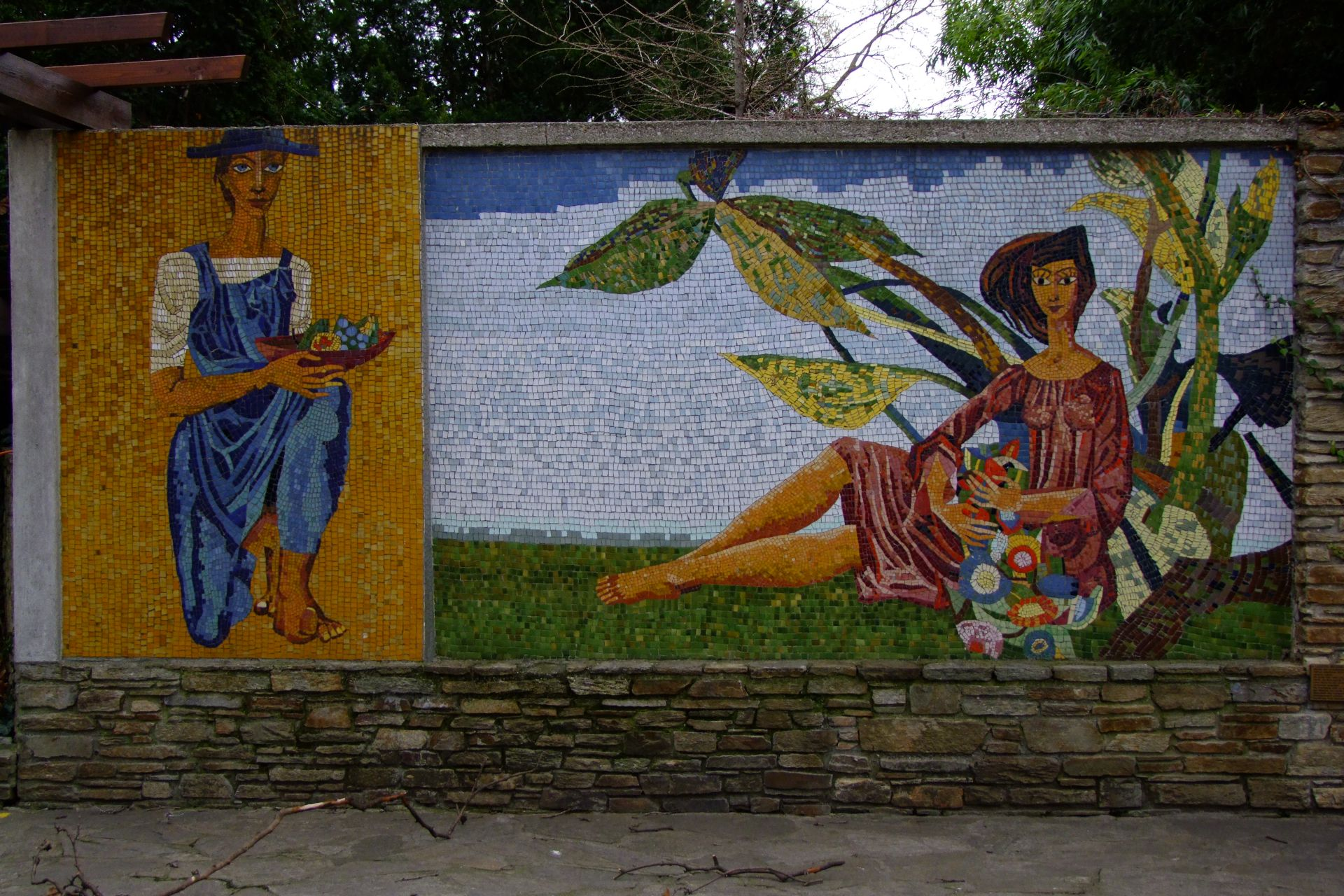
Mosaik 1
von Helmut Leherb

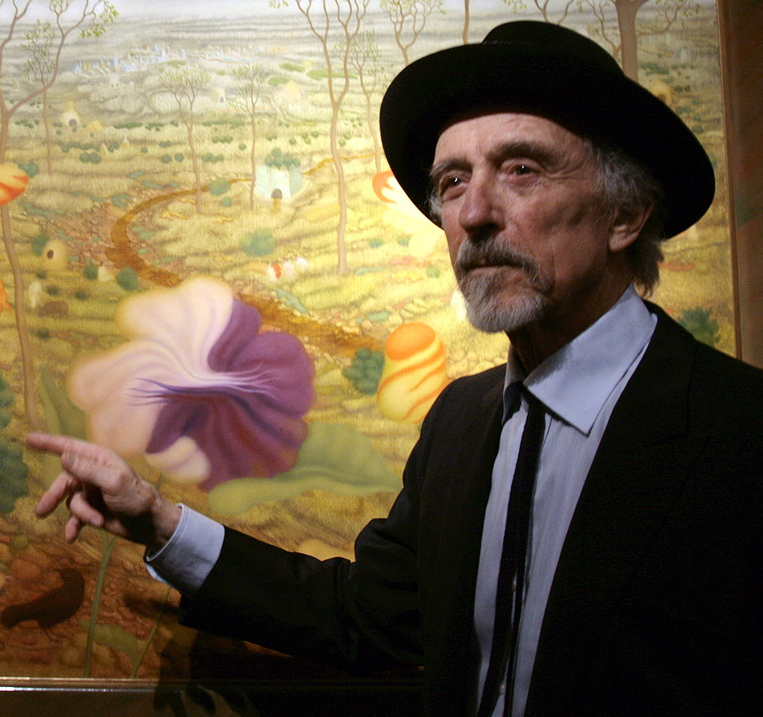
Elginat Egos,
und Arik Brauer

Die Wiener Schule des Phantastischen Realismus ist ein in den 1950er Jahren von Johann Muschik geprägter Begriff für eine Strömung in der österreichischen Kunst, die dem Surrealismus nahesteht und die wichtigste Richtung des phantastischen Realismus bildet. 
Die Malweise ist nicht abstrahierend oder abstrakt und orientiert sich an der technischen Perfektion der Alten Meister, die Motive sind phantastisch-unwirkliche Kreationen, manchmal mit schockierenden, apokalyptischen Inhalten, oft mit einer Orientierung am Manierismus. Ab der ersten gemeinsamen Ausstellung im Wiener Belvedere 1959, der bald weitere Ausstellungen auch im Ausland folgten, erzielte die Wiener Schule des Phantastischen Realismus ihren Durchbruch zu internationaler Bedeutung. Eine besondere Breitenwirkung erreichte ihre Kunst über Druckgrafiken in großer Auflage sowie durch zahlreiche Schüler und Nachahmer.
Als Begründer gilt der Wiener Maler, Schriftsteller und Professor an der Akademie der bildenden Künste in Wien Albert Paris Gütersloh. Als spiritus rector der Wiener Schule gilt auch der surrealistische Maler Edgar Jené, der im Wien der Nachkriegszeit (1945–1950) zum Förderer und Vermittler des Surrealismus wurde. Ein wesentliches Motiv für die von Johann Muschik gefundene Bezeichnung als „Phantastischer Realismus“ lag im Übrigen zunächst darin, den von der stalinistischen Kulturdoktrin geschätzten Begriff des Realismus in Anspruch zu nehmen und den in diesem politischen Bereich unwillkommenen Ausdruck Surrealismus zu vermeiden. Andere Kritiker beurteilten die populäre Wiener Malerschule im Vergleich zu dem von der westlichen Seite im Kalten Krieg forcierten abstrakten Expressionismus und später dem Wiener Aktionismus als unzeitgemäß und überholt.
Zur Wiener Schule werden folgende Künstler gerechnet:
- Kerngruppe: Arik Brauer, Ernst Fuchs, Rudolf Hausner, Wolfgang Hutter und Anton Lehmden
- Weiterer Kreis: Fritz Aigner, Herbert Benedikt,[2] Emmy Cero-Friedl, Robert Ederer, Helmut Heuberger, Fritz Janschka, Peter Klitsch, Anton Krejcar, Helmut Leherb, Franz Luby, Richard Matouschek,[3] Franz Radziwill, Kurt Regschek, Ludwig Schwarzer, Gerhard Swoboda
- „Zweite Generation“: Franz Bayer, Josef Bramer, Michael Coudenhove-Kalergi, Manfred Ebster, Roman Haller, Ernst Handl, Axel Litschke, Peter Proksch, Norbert Steffek, Franz Stierschneider, De Es Schwertberger

Enge Beziehungen der Wiener Schule bestehen auch zu Friedensreich Hundertwasser.
Inspiriert von den bedeutenden Vertretern der Wiener Schule des Phantastischen Realismus und durch Zusammenarbeit mit deren Schülern schufen weitere Künstler Werke in dieser Stilrichtung, so z. B. die Maler Herbert Duttler und Friedrich Hechelmann.